# Auguste Bollnow
Auguste Bollnow (* 2. September 1874 in Kakernehl; † 4. Oktober 1942 in Leipzig-Dösen) war Mitglied der KPD. Wegen Widerstandsaktivitäten wurde sie während der Zeit des Nationalsozialismus politisch verfolgt und ermordet.

## Leben
Auguste Bollnow war die Tochter eines Landarbeiters und wuchs mit zehn Geschwistern auf. Sie war ab 1922 Mitglied der KPD und bis zu ihrer Verhaftung als Reinigungskraft bei der Greifswalder Post beschäftigt. Nach der Machtübernahme der NSDAP leistete Auguste Bollnow politischen Widerstand. Wegen „Verächtlichmachung“ der Nationalsozialisten wurde sie 1938 sechs Wochen inhaftiert und nach ihrer Entlassung nicht mehr von der Post eingestellt. Ihren Lebensunterhalt musste sie daraufhin mit dem Handel von Kohlen bestreiten. Weil sie 1941 Meldungen von Radio Moskau verbreitete und Adolf Hitler im Gespräch mit anderen Frauen auf dem Greifswalder Markt einen Massenmörder nannte, wurde sie erneut inhaftiert. 1942 starb Auguste Bollnow im Alter von 68 Jahren im Frauengefängnis Klein-Meusdorf in Leipzig-Dösen an während der Haft erlittenen Misshandlungen.

## Gedenken
Ab 1960 erinnerte im Eingangsbereich des Hauptpostamtes am Greifswalder Markt eine Gedenktafel an Auguste Bollnow. Die Inschrift der schwarzen Marmorplatte lautete: „Genossin Auguste Bollnow / geboren am 2. September 1874 / war von 1922–1938 bei der Post tätig / sie zeichnete sich als Mitglied der / Kommunistischen Partei Deutschlands / durch besondere Aktivität aus. Während / des Naziregimes wurde sie zweimal / verhaftet und 1942 / im Frauengefängnis Leipzig ermordet“. Der deutliche Hinweis auf Bollnows Mitgliedschaft in der KPD veranlasste die Mitarbeiter des Postamts 1991 dazu, die Tafel mit einer Holzplatte zu verdecken. Zwei Jahre später wurde die Gedenktafel im Zuge von Renovierungsarbeiten von der Post entfernt und eingelagert. Auf Anfrage erklärte der Amtsleiter 1994, dass die Inschrift „nicht mehr die uneingeschränkte Zustimmung aller Beschäftigten und Postkunden“ finden würde.